# Sankt Jakob im Rosental
Sankt Jakob im Rosental (in sloveno Šentjakob v Rožu) è un comune austriaco di 4 249 abitanti nel distretto di Villach-Land, in Carinzia; ha lo status di comune mercato (Marktgemeinde). È stato istituito nel 1888 per scorporo dal comune di Rosegg. Abitato anche da sloveni della Carinzia (16,4%), è un comune bilingue. Nel comune si trova il portale austriaco del traforo delle Caravanche e del tunnel ferroviario delle Caravanche.

## Geografia antropica

### Suddivisioni amministrative
Il territorio comprende 22 località:
- Dragositschach (Dragožiče)
- Dreilach (Dravlje)
- Feistritz (Bistrica)
- Fresnach (Brežnje)
- Frießnitz (Breznica)
- Gorintschach (Gorinčiče)
- Greuth (Rute)
- Kanin (Hodnina)
- Längdorf (Velika vas)
- Lessach (Leše)
- Maria Elend (Podgorje)
- Mühlbach (Reka)
- Rosenbach (Podrožca)
- St. Jakob im Rosental (Šentjakob)
- St. Oswald (Šentožbolt)
- St. Peter (Šentpeter)
- Schlatten (Svatne)
- Srajach (Sreje)
- Tallach (Tale)
- Tösching (Tešinja)
- Tschemernitzen
- Winkl (Kot)